# Leticia Herrera
Leticia Herrera Salazar (Nuevo León, 25 de agosto de 1960) es una poeta, periodista y promotora cultural mexicana. En 2022 se le otorgó la Medalla al Mérito Artístico de Colegio Civil por la Universidad Autónoma de Nuevo León. En 2011 obtuvo el Premio a las Artes UANL por su trayectoria dentro de la literatura. Sus obras han sido musicalizadas, así como traducida al inglés, alemán, búlgaro, italiano y árabe.

## Carrera
Estudió sociología por la Universidad Autónoma de Nuevo León. Fue becaria del Centro de Escritores de Nuevo León en 1991 y del Fondo Estatal para la Cultura y las Artes de Nuevo León en 1994 en materia de ensayo. Fue editora de sitios culturales y editoriales y de periódicos como El Diario de Monterrey; El Nacional (edición Nuevo León) y El Porvenir. Ha ejercido como colaboradora de Blanco Móvil, El Volantín, La Hormiga Herrante, Deslinde, entre otros. En 2012 creó Ediciones Caletita, editorial independiente para la promoción de la literatura.

## Obra
Leticia Herrera cuenta como 10 publicaciones entre ellas Vivir es imposible ( 2000), Hace falta que llueva (2002), Sólo digan que fui (2011), Celebración del vértigo (2011) y Palabras roncas (2016). Además sus poemas forman parte de diversas antologías. En 2021 se publicó Poesía reunida, donde se reuné su obra desde su primera publicación (Pago por ver 1984) hasta la más reciente Palabras Roncas (2016) por la Editorial Universitaria de la UANL.

## Premios
En el año 2011 le fue otorgado el Premio a las Artes UANL por carrera literaria. En 2022 se reconoció a la poeta con la Medalla al Mérito Artístico Colegio Civil en la categoría de Artes Literarias, donde mencionó:
"El arte es esto, el registro del mundo y su humanidad, poner al mundo sobre sus pies, no importa cuántas mareas lo laden, o cuatas tormentas lo hagan trepidar. 

Acá seguimos." 